# Henicolaboides kuitchauensis kuitchauensis
Henicolaboides kuitchauensis kuitchauensis es una subespecie de coleóptero de la familia Attelabidae.

## Distribución geográfica
Habita en Vietnam.